# Delirio emergente
 El delirio emergente o delirio postoperatorio es una afección en la que la emergencia de la anestesia general se acompaña de agitación psicomotora. Algunos ven una relación con pavor nocturnus mientras que otros ven una relación con la etapa de excitación de la anestesia. 

## Niños
La escala de delirio de emergencia de anestesia pediátrica puede usarse para medir la gravedad de esta afección en niños.

## Adultos mayores
Las personas mayores tienen más probabilidades de experimentar confusión o problemas para pensar después de la cirugía, lo que puede ocurrir hasta varios días después de la operación. Estos problemas cognitivos pueden durar semanas o meses y pueden afectar la capacidad de los pacientes para planificar, concentrarse, recordar o realizar actividades de la vida diaria. Una revisión del mantenimiento intravenoso versus inhalatorio de la anestesia para los resultados cognitivos postoperatorios en ancianos sometidos a cirugía no cardíaca mostró poca o ninguna diferencia en el delirio postoperatorio según el tipo de agentes anestésicos de mantenimiento de cinco estudios (321 participantes). Los autores de esta revisión no estaban seguros de si el mantenimiento de la anestesia con anestesia intravenosa total basada en propofol (TIVA) o con agentes inhalantes puede afectar la incidencia del delirio postoperatorio.

## Epidemiología
La incidencia general del delirio de emergencia es del 5,3%, con una incidencia significativamente mayor (12-13%) en los niños. La incidencia del delirio de emergencia después de halotano, isoflurano, sevoflurano o desflurano varía de 2 a 55%. La mayoría del delirio de emergencia en la literatura describe la emergencia agitada. A menos que se use una herramienta de detección de delirio, es difícil distinguir si la emergencia agitada de la anestesia fue del delirio o dolor o miedo, etc. Un estudio de investigación de 400 pacientes adultos que emergieron de anestesia general en la UCPA fueron evaluados para el delirio utilizando el Método de Evaluación de Confusión para la UCI (CAM-ICU) encontró tasas de delirio de emergencia del 31% al ingreso de la UCPA con tasas que disminuyeron al 8% en 1 hora.

## Otras lecturas
- «Emergence delirium in children: many questions, few answers». Anesth. Analg. 104 (1): 84-91. Jan 2007. PMID 17179249. doi:10.1213/01.ane.0000250914.91881.a8.
- «Emergence delirium in adults in the post-anaesthesia care unit». Br. J. Anaesth. 96 (6): 747-53. Jun 2006. PMID 16670111. doi:10.1093/bja/ael094.